# Coupe de Belgique féminine de football 2008-2009
Navigation
Édition précédente Édition suivante
La Coupe de Belgique de football féminin 2008-2009 était la 33e édition de la compétition. La finale se joue le samedi 23 mai 2009 à 17 heures au Stade Roi-Baudouin à Bruxelles. Elle oppose Sinaai Girls, (3e finale), au Standard Fémina de Liège, (10e finale), déjà champion de Belgique. Sinaai Girls crée la surprise et remporte sa 1re Coupe.
Il existe aussi une Coupe de Belgique des équipes B. La finale et la finale de consolation se disputent le jeudi 21 mai 2009 sur le terrain de K Kontich FC.

## Calendrier de la compétition
| Tour | Nom                 | Dates retenues            |
| ---- | ------------------- | ------------------------- |
| 1    | 1er tour            | 9 août 2008               |
| 2    | 2e tour             | 16 août 2008              |
| 3    | 32e de finale       | 23 août 2008              |
| 4    | Seizièmes de finale | 8 novembre 2008           |
| 5    | Huitièmes de finale | 7 février 2009            |
| 6    | Quarts de finale    | 4 avril 2009              |
| 7    | Demi-finales        | 15 avril 2009, 6 mai 2009 |
| 8    | Finale              | 23 mai 2009               |

## 1ertour
Le 1er tour se joue le samedi 9 août 2008. Les matchs se jouent en une manche. Se qualifient pour le 2e tour : KFC Merelbeke, KVE Drongen, KVK Ninove, FC Zwartberg, Wallonia Club Sibret

## 2etour
Le 2e tour se joue le samedi 16 août 2008. Les matchs se jouent en une manche. À ce stade, les équipes de D3 entrent en lice. Se qualifient pour les 32e de finale : RAS Nimy-Maisières, K.Olsa Brakel, RUS Beloeil, USF Montroeul-Dergneau, KSK Heist, RC Reppel, KFC Merelbeke, DV Zonhoven, SK Staden, VC Moldavo, Sporting Outgaarden, SK Bellem, SKOG Ostende, Wallonia Club Sibret, K.Massenhoven VC, US Saint-Rémy, FC Zwartberg, SK Munkzwalm

## 32ede finale
Les 32e de finale se jouent le samedi 23 août 2008. Les matchs se jouent en une manche. À ce stade, les équipes de D2 entrent en lice. Se qualifient pour les seizièmes de finale : DV Borgloon, VVDG Lommel, Cerkelladies Bruges, FC Helson Helchteren, Dames Zultse VV, KV Cercle Melle, DAVO Waregem, RFC Rhisnois, K Atcherbroek VV, KSK Heist, DV Zonhoven, Tenneville Sports, RAS Nimy-Maisières, K.Massenhoven VC, DV Lanaken, Sporting Outgaarden

## 16ede finale
Les seizièmes de finale se jouent le 8 novembre 2008. Les matchs se jouent en une manche. Les 14 clubs de D1 font leur entrée en lice. Le VC Dames Eendracht Alost, à la suite de l'arrêt de ses activités, déclare forfait.
| Équipe 1                      | Score           | Équipe 2                        |
| DVC Zuid-West Vlaanderen (D1) | 9 - 0           | FC Helson Helchteren (D2)       |
| DV Borgloon (D2)              | 0 - 3           | KVK Tirlemont (D1)              |
| DV Zonhoven (D3)              | 0 - 4           | K.Vlimmeren Sport (D1)          |
| RSC Anderlecht (D1)           | 7 - 1           | K Achterbroek VV (D2)           |
| Oud-Heverlee Louvain (D1)     | 1 - 0           | Dames Zultse VV (D2)            |
| KFC Lentezon Beerse (D1)      | 3 - 2           | KSK Heist (D2)                  |
| VC Dames Eendracht Alost (D1) | 0 - 5 (forfait) | DAVO Waregem (D2)               |
| K.Massenhoven VC (D3)         | 1 - 1 (tab 1-4) | FCF White Star Woluwé (D1)      |
| K Kontich FC (D2)             | 3 - 1           | RFC Rhisnois (D2)               |
| Tenneville Sports (D3)        | 1 - 0           | FCF Braine-Rebecq (D1)          |
| DV Famkes Merkem (D1)         | 5 - 0           | Sporting Outgaarden (1re prov.) |
| Sinaai Girls (D1)             | 9 - 0           | Cerkelladies Bruges (D2)        |
| VVDG Lommel (D2)              | 0 - 8           | Standard Fémina de Liège (D1)   |
| DV Lanaken (D3)               | 0 - 1           | Dames VK Egem (D1)              |
| KV Cercle Melle (D2)          | 0 - 7           | Saint-Trond VV (D1)             |
| KSV Jabbeke (D1)              | 3 - 0           | RAS Nimy-Maisières (D3)         |

## Huitièmes de finale
Les huitièmes de finale se jouent le samedi 7 février 2009. Les matchs se jouent en une manche. La rencontre K.Vlimmeren Sport/Saint-Trond VV a été jouée le 8 février 2009 et la rencontre Tenneville Sports/DVC Zuid-West Vlaanderen le 1er avril 2009.
| Équipe 1                   | Score           | Équipe 2                      |
| KSV Jabbeke (D1)           | 0 - 6           | Standard Fémina de Liège (D1) |
| KVK Tirlemont (D1)         | 6 - 1           | K Kontich FC (D2)             |
| Sinaai Girls (D1)          | 2 - 0           | DAVO Waregem (D2)             |
| DV Famkes Merkem (D1)      | 2 - 2 (tab 3-2) | Oud-Heverlee Louvain (D1)     |
| Dames VK Egem (D1)         | 1 - 3           | RSC Anderlecht (D1)           |
| Tenneville Sports (D3)     | 0 - 10          | DVC Zuid-West Vlaanderen (D1) |
| K.Vlimmeren Sport (D1)     | 0 - 1           | Saint-Trond VV (D1)           |
| FCF White Star Woluwé (D1) | 2 - 1           | KFC Lentezon Beerse (D1)      |

## Quarts de finale
Les quarts de finale se jouent le 4 avril 2009. Les matchs se jouent en une manche
| Équipe 1                      | Score           | Équipe 2                      |
| RSC Anderlecht (D1)           | 2 - 3           | Sinaai Girls (D1)             |
| Saint-Trond VV (D1)           | 2 - 1           | KVK Tirlemont (D1)            |
| FCF White Star Woluwé (D1)    | 0 - 0 (tab 6-5) | DV Famkes Merkem (D1)         |
| DVC Zuid-West Vlaanderen (D1) | 2 - 4           | Standard Fémina de Liège (D1) |

## Demi-finales
À ce niveau, les matchs se jouent en aller-retour. Les demi-finales se jouent le mercredi 15 avril 2009 pour les matchs aller, le mercredi 6 mai 2009 pour les matchs retour.
| Équipe 1                      | Score | Équipe 2                   | Aller | Retour        |
| Standard Fémina de Liège (D1) | 10-2  | FCF White Star Woluwé (D1) | 7 - 0 | 3-2           |
| Sinaai Girls (D1)             | 0-0   | Saint-Trond VV (D1)        | 0 - 0 | 0-0 (pen.4-3) |

## Finale
| Équipes                  | Sinaai Girls - Standard Fémina de Liège |
| Score                    | 2 - 0 |
| Date                     | Samedi 23 mai 2009 |
| Stade                    | Stade Roi-Baudouin, Bruxelles 500 spectateurs |
| Arbitre                  | Mme Carla De Boeck |
| Buts                     | 49e Windey 1-0, 54e Vanderstappen 2-0 |
| Sinaai Girls             | Langeraert, Vandendael, Katrien Van Rooy, Van Broeck, Steffi Depelsmaeker, Natalie Vanderstappen (68e De Wilde), Justine Vanhaevermaet (71e Lefebvre), Sophie Mannaert, Katrijn Windey, Angelique De Wulf (84e De Bruyn), Laurence Marchal. Entraîneur : Tamara Cassimon         |
| Standard Fémina de Liège | Sofie Van Houtven, Riete Loos, Ingrid Vanherle (70e Dorien Guilliams), Audrey Demoustier, Julie Grégoire, Kelly Theunissen (59e Sofie Verhaegen), Berit Stevens (59e Karima Ouazza), Cécile De Gernier, Maud Coutereels, Davina Philtjens, Katrien Torfs. Entraîneur : Momo Ayed |
| Avertissements           | 89e Karima Ouazza |

## Coupe de Belgique des équipes B

### Calendrier de la compétition
| Tour | Nom          | Dates retenues                                   |
| ---- | ------------ | ------------------------------------------------ |
| 1    | 1er tour     | 23 août 2008, 27 septembre 2008, 8 novembre 2008 |
| 2    | 2e tour      | 7 février 2009, 28 mars 2009, 4 avril 2009       |
| 3    | Demi-finales | 25 avril 2009, 13 mai 2009                       |
| 4    | Finale       | 21 mai 2009                                      |

### 1ertour
Pour ce 1er tour, les 9 équipes sont réparties en 3 groupes de 3. Chaque équipe dispute un match à domicile et un match à l'extérieur. Le dernier du groupe est éliminé.
Le 1er tour se dispute les samedi 23 août 2008, samedi 27 septembre 2008 et samedi 8 novembre 2008.
- Groupe 1: Standard Fémina de Liège B, K.Vlimmeren Sport B, Oud-Heverlee Louvain B. Éliminé: K.Vlimmeren Sport B
- Groupe 2: RSC Anderlecht B, FCF Braine-Rebecq B, Sinaai Girls B. Éliminé: FCF Braine-Rebecq B
- Groupe 3: Dames Zultse VV B, DV Famkes Merkem B, KV Cercle Melle B. Éliminé: KV Cercle Melle B

### 2etour
Pour ce 2e tour, les 6 équipes qualifiées du 1er tour sont réparties en 2 groupes de 3. Chaque équipe dispute un match à domicile et un match à l'extérieur. Le dernier du groupe est éliminé.
Le 2e tour se dispute les samedi 7 février 2009, samedi 28 mars 2009 et samedi 4 avril 2009.
- Groupe 1: RSC Anderlecht B, Dames Zultse VV B, Oud-Heverlee Louvain B. Éliminé: Oud-Heverlee Louvain B
- Groupe 2: Standard Fémina de Liège B, DV Famkes Merkem B, Sinaai Girls B. Éliminé: DV Famkes Merkem B

### Demi-finales
Les demi-finales se disputent en une seule manche le samedi 25 avril 2009 pour la 1re demi-finale et le mercredi 13 mai 2009 pour la seconde demi-finale.
| Équipe 1                 | Score | Équipe 2           |
| Standard Fémina de Liège | 3 - 1 | RSC Anderlecht B B |
| Dames Zultse VV B        | 2 - 0 | Sinaai Girls B     |

### Finale et finale de consolation
La finale et la finale de consolation se jouent le jeudi 21 mai sur le terrain de K Kontich FC
| Finale | Équipe 1          | Score | Équipe 2                   |
| 14h45  | Dames Zultse VV B | 0 - 2 | Standard Fémina de Liège B |

| Finale de consolation | Équipe 1       | Score           | Équipe 2         |
| 13h00                 | Sinaai Girls B | 1 - 1 (tab 3-1) | RSC Anderlecht B |